# Una serata davvero speciale
Una serata davvero speciale (A Night Like This) è un romanzo della scrittrice americana Julia Quinn pubblicato nel 2012. Il romanzo appartiene alla saga nota come Quartetto Smythe-Smith.

## Trama
Costretta a nascondere la sua vera identità a causa di un oscuro segreto, Anne Wynter ha dovuto cambiare nome e allontanarsi da casa, trovando lavoro come istitutrice per sopravvivere. Durante una tradizionale serata musicale organizzata dalla famiglia Smythe-Smith, Anne si ritrova a suonare il piano davanti a un pubblico attento, a nascondersi in un ripostiglio e a prendersi cura di un conte ferito, reduce da un acceso scambio d'opinioni. In quella stessa serata, Daniel Smythe-Smith – membro della famiglia e innamorato nonostante le difficoltà – si trova in una situazione di grave pericolo a causa di un nemico determinato a farlo cadere. Mentre la vita di Anne viene minacciata, l'incontro con Daniel accende in entrambi un sentimento profondo e inaspettato, spingendoli a lottare insieme per un lieto fine che sfidi le avversità e i pregiudizi.

## Edizioni
Julia Quinn, Una serata davvero speciale. The Smythe-Smith Quartet (Vol. 2), Mondadori, 2023, ISBN 9788835728122.